# Alma Jadallah

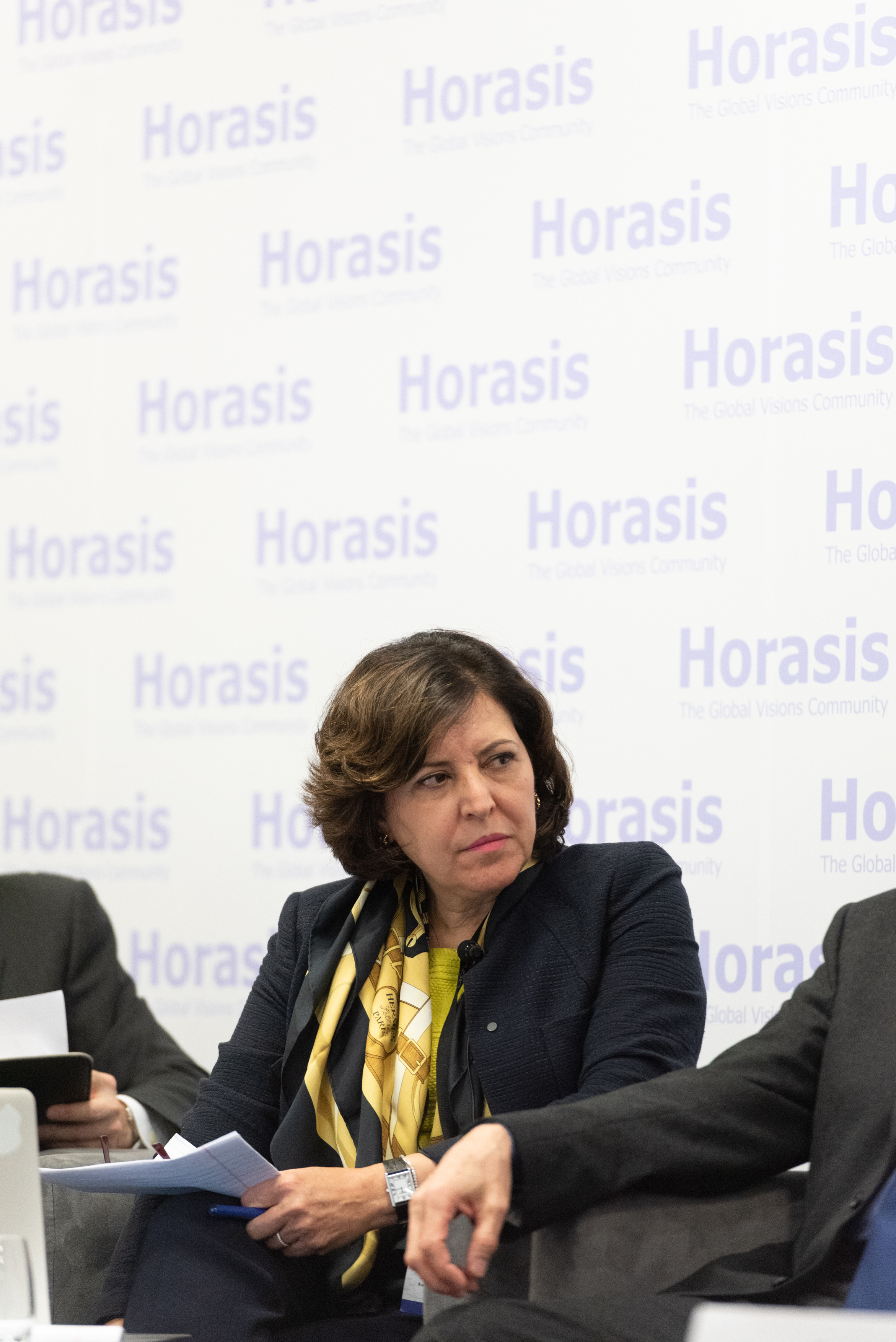
Fotografia de Alma Abdul-Hadi Jadallah

Alma Abdul-Hadi Jadallah, referida também apenas por Alma Jadallah, é uma cientista social, mediadora, facilitadora e formadora saudista reconhecida internacionalmente, bem como uma respeitada académica e educadora com mais de vinte anos de experiência no campo da análise, prevenção, resolução e transformação de conflitos, investigação e prática aplicada ou construção da paz. Desde 2005, é presidente e diretora administrativa da Kommon Denominator Inc., uma empresa de consultoria privada.

## Vida pessoal
Nascida na Arábia Saudita, viveu os seus primeiros anos de vida no Cairo, Egito, e estudou na Jordânia. É fluente em árabe. Em 1989, emigrou para os Estados Unidos da América com o seu marido árabe-americano. Após os ataques terroristas de 11 de setembro de 2001, decidiu focar os seus estudos e esforços na misão de construção de paz, tornando-se uma das principais perita sobre conflitos árabes.

## Carreira
Como fundadora, presidente e diretora administrativa da Kommon Denominator, Inc., Alma Jadallah gerencia a gestão diária e o desenvolvimento de negócios da empresa, aconselhando e atendendo clientes a nível nacional e internacional em questões relativas à mudança social, construção da paz e transformação de conflitos, tendo criado uma formação na teoria e prática da teoria e competências de resolução de conflitos, conduzindo avaliações, concepção de processos e estratégias de intervenção, tais como diálogo, facilitação, mediação, resolução de problemas, Resolução Alternativa de Litígios (RAL) para atender essas necessidades.
A sua agenda de investigação inclui a violência politizada e organizada (PVE e CVE), uma abordagem de género sobre o papel potencial das mulheres no mundo árabe na guerra e na paz, assim como o papel dos Enviados Especiais da ONU no Iémen. Alma Jadallah também concebeu intervenções sobre questões relativas a conflitos baseados na identidade, actores estatais e não estatais, abordagens de género à paz e segurança, respostas violentas a conflitos, reforma do sector de segurança e dinâmica social do conflito.
É também membro do corpo docente em tempo parcial da Escola de Análise e Resolução de Conflitos da Universidade George Mason,  Universidade Menonita Oriental e Universidade Metodista do Sul.

## Prêmios
- 2005 - Freddie Mac Women Interactive Network Award
- 2007 - Top 100 Minority Business Award, prémio atribuído pela Universidade de Maryland, The Governor's Office for Minority Affairs e pela CÂmara do Comércio de Maryland
- 2008 - Washington, D. C. Region Woman Business Enterprise of the Year, prémio atribuído pela Woman Presidents Education Organization (WPEO)
- 2009 - WBE Business Star for the Women Presidents' Educational Organization-DC.[6]
- 2017 - Alumnis Distinguidos do Ano, Universidade George Mason
- Honras: Membro da Pinnacle Honor Society

## Associação profissional e serviço comunitário
Alma Jadallah participou em congressos e palestras realizados pelo American Friends Service Committee: International Programs (2014–2016) ou a National Organization for Women (2016).
É membro fundador do Conselho Árabe para Resolução de Conflitos (2011) e do Instituto para Vítimas de Trauma, McLean, Virgínia (1996–), sendo ainda conselheira do Smart Security Project, desenvolvido pela Universidade Menonita Oriental, desde 2008.

## Publicações
- Jadallah, Alma Abdul Hadi. “Bahrain a Suffoted Civil Society”, Relatório do Centro de Estudos Internacionais sobre Medidas Contra o Terrorismo e Sociedade Civil. Centro de Estudos Internacionais e Estratégicos, 2018. (novembro de 2016 a julho de 2018)[7]
- Jadallah, Alma Abdul Hadi. "Construindo Resiliência no Médio Oriente entre o Terror." Boletim SCAR, Volume 10, Edição 4, fevereiro de 2016.[8]
- Jadallah, Alma. "O Diálogo Nacional do Iêmen: Estabelecendo um Padrão para Outros Países Árabes." Boletim S-CAR, abril de 2014, vol. 8, Edição 3.[9]
- Jadallah, Alma e Yasmina Mrabet. "Processos de paz inclusivos no contexto do conflito palestino-israerlita." Livro Branco, 2012.[10]
- Jadallah, Alma. "Retrato das Mulheres na Primavera Árabe." Boletim S-CAR, 11 de dezembro, Vol. 5, Edição 6.[11]
- Hanna Foldes, Michael Cullen, Michelle Wisecarver, Meredith Ferro, Alma Jadallah e Sena Garven, "Desempenho de Negociação: Antecedentes, Resultados e Recomendações de Treino", Relatório Técnico, Instituto de Pesquisa do Exército dos Estados Unidos para Ciências Comportamentais e Sociais. 2011.[12]
- Jadallah, Alma Abdul Hadi e Rainey, Dan. “A Cultura no Código.” Artigo apresentado no 4º Fórum Internacional sobre Resolução de Disputas On-line, Cairo, Egito. Março de 2009
- Coautor: Wing, et al. (2008) “Enquadrando o Diálogo: Justiça Social e Intervenção em Conflitos”. Resolução AC[13]